# Laurens Jan Brinkhorst
Laurens Jan Brinkhorst (ur. 18 marca 1937 w Zwolle) – holenderski polityk, prawnik i nauczyciel akademicki, parlamentarzysta krajowy, deputowany do Parlamentu Europejskiego IV kadencji, minister i wicepremier, w 1982 lider Demokratów 66.

## Życiorys
Ukończył studia prawnicze na Uniwersytecie w Lejdzie, kształcił się następnie na Columbia University. Od 1960 do 1962 pracował w firmie prawniczej Shearman & Sterling, po powrocie do Holandii został nauczycielem akademickim na Uniwersytecie w Lejdzie. W latach 1967–1973 wykładał prawo europejskie na Uniwersytecie w Groningen.
W 1966 wstąpił do powołanych wówczas Demokratów 66. W latach 1970–1971 był radnym prowincji Groningen. Od 1973 do 1977 zajmował stanowisko sekretarza stanu ds. europejskich w rządzie Joopa den Uyla. Następnie do 1982 zasiadał w Tweede Kamer, niższej izbie Stanów Generalnych. W 1982 został liderem politycznym D66, zrezygnował w tym samym roku po słabym wyniku tej partii w wyborach parlamentarnych.
Powołany wówczas na ambasadora Wspólnot Europejskich w Tokio, urząd ten sprawował do 1987. W tym samym roku został członkiem korespondentem holenderskiej akademii nauk KNAW. W latach 1987–1994 był dyrektorem generalnym w strukturach europejskich. W drugiej połowie lat 90. powrócił do działalności dydaktycznej jako profesor nadzwyczajny na swojej macierzystej uczelni. Od 1994 do 1999 sprawował mandat posła do Parlamentu Europejskiego IV kadencji. Zasiadał w grupie liberalnej, pracował głównie w Komisji Budżetowej.
Odszedł z PE na kilka tygodni przed końcem kadencji w związku z objęciem w czerwcu 1999 stanowiska ministra rolnictwa i rybołówstwa w rządzie Wima Koka, które zajmował do lipca 2002. Ponownie funkcje rządowe pełnił w gabinetach, którymi kierował Jan Peter Balkenende. Od maja 2003 do lipca 2006 był ministrem gospodarki, a od marca 2005 również wicepremierem. Następnie do 2011 pracował jako profesor zwyczajny na Uniwersytecie w Lejdzie.
Jest żonaty, ma syna Mariusa i córkę Laurentien, żonę księcia Konstantyna. Kawaler Orderu Lwa Niderlandzkiego (1978), oficer Orderu Oranje-Nassau (2002).